# Ламарке, Либертад
Либертад Ламарке (исп. Libertad Lamarque; 24 ноября 1908, Росарио — 12 декабря 2000, Мехико) — аргентинская актриса театра, кино, радио и телевидения, певица, исполнительница танго. Играла в 67 фильмах, 47 из которых были сняты в Мексике. Была широко известна как в Южной, так и в Северной Америке, получила прозвище Невеста обеих Америк.

## Биография
Либертад Ламарке в 1950-е годы
Дочь уругвайца французского происхождения, по воззрениям — анархиста, отсюда имя, которое он выбрал для дочери — букв. Свобода. Дочь очень рано проявила артистические наклонности, в 7 лет начала выступать на сцене родного города, после чего её карьера актрисы не прерывалась в течение 85 лет. В 1926 вместе с семьей переехала в Буэнос-Айрес. Стала играть в столичном театра El Nacional, записала первый диск, начала карьеру певицы-исполнительницы танго. В 1930 снялась в своем первом фильме До свидания, Аргентина, затем — в первом аргентинском звуковом фильме Танго (1933, вместе с дебютанткой в кино Титой Мерельо), после чего снималась постоянно, столь же активно выступала по радио. Работала как сценарист (по её сценарию и с её участием был снят фильм Помоги мне жить дальше, 1936). В 1938 получила приглашение из Голливуда, но отклонила его.
После прихода к власти Х. Д. Перона из-за цензурных ограничений и общего упадка киноиндустрии в Аргентине была вынуждена в 1946 году переехать в Мексику, где активно снималась в кино (легенда о столкновении Ламарке с тогдашней актрисой Эвой Дуарте, будущей первой леди Эвой Перон на съёмках фильма «Цирковая наездница», 1945, не подтверждается историками). Трижды номинировалась в Мексике на премию «Серебряный Ариэль» (1950, 1952, 1954). В это же время в Аргентине она не преследовалась, но её попросту «не существовало». Со второй половины семидесятых выступала на сцене уже как в Мексике, так и в Аргентине. Прекратив работать в кино к концу 1970-х, до 2000 года участвовала в съёмках телесериалов — в целом снималась на протяжении семидесяти лет. Последний диск записала в 1997 году, в сумме оставив записи 800 песен. Актриса играла в телесериалах вплоть до своей кончины.
Скончалась 12 декабря 2000 года в Мехико. Она была кремирована и ее прах был по завещанию развеян над морем.

## Творчество и признание
В Аргентине снималась у таких крупных мастеров, как Луис Саславский и Марио Соффичи, в Мексике — у Роберто Гавальдона, Тито Дависона, Луиса Бунюэля (Большое казино, 1947).
В 2000 году получила мексиканскую кинопремию «Золотой Ариэль» за вклад в киноискусство.

## Память
Именем актрисы названы улицы в мексиканских городах Самора-де-Идальго, Тихуане и Виктория-де-Дуранго.
В 1996 году по инициативе аргентинского писателя и композитора Бена Молара на проспекте Корриентес в Буэнос-Айресе была установлена мемориальная доска с именем Либертад Ламарке.
С 2009 по 2012 год при поддержке правительства Буэнос-Айреса и Национальной академии танго шла музыкальная постановка под названием «Tributo a Libertad Lamarque(Дань Либертад Ламарке)», основанная на автобиографии актрисы.  
В 2019 году в телесериале «Silvia Pinal, frente a ti (Сильвия Пинал перед вами)», основанном на жизни мексиканской актрисы Сильвии Пиналь, роль Либертад Ламарке сыграла мексиканская актриса Шарис Сид.

## Автобиография
- Libertad Lamarque: autobiografía. Buenos Aires: J. Vergara Editor, 1986